# Victor Lamoglia
Victor Lamoglia Agra Gomes (Rio de Janeiro, 12 de março de 1993) é um ator, humorista e youtuber brasileiro, conhecido por Tudo por um Popstar (2018), Ana e Vitória (2018) e Ninguém Tá Olhando (2019).

## Carreira
Victor começou no teatro em 2004, quando atuou em O Menino Maluquinho, sob direção de Alice Reis. Também no palco, passou por obras como O Beijo no Asfalto, de Nelson Rodrigues; Eu Sou João Gustavo, de Lucas Salles e Contos de Verão, de Domingos Oliveira. Ficou mais de dois anos se apresentando e viajando o Brasil com seu grupo de improviso chamado Deu Branco – Cenas Improvisadas. Na TV, fez participações especiais em A Grande Família, As Canalhas e Desenrola Aí, do Multishow. Ele também é integrante do canal de humor Parafernalha.
Em 2018, estreou nos cinemas como Júlio, o assessor de carreira da protagonista em Gaby Estrella. Em agosto, integrou o elenco da comédia romântica Ana e Vitória, dando vida a Ricardo Guilherme, um interesse romântico da protagonista Vitória (Vitória Falcão). Também fez parte do filme Tudo por um Popstar, baseado no livro de mesmo nome da escritora Thalita Rebouças.
Em 2019, protagonizou o longa-metragem Socorro, Virei Uma Garota!, no papel de Júlio, um garoto nerd, tímido e ignorado por seus colegas do colégio que numa noite, ao ver uma estrela cadente, decide fazer um pedido desejando ser a pessoa mais popular da escola. No dia seguinte, ele se transforma em Júlia, a garota mais popular do colégio. Estrelou nas telenovelas interpretando o youtuber e influenciador digital Jessé Junior em Bom Sucesso, da Rede Globo. Ganhou maior destaque ao dar vida a Ulisses Angelus na série Ninguém Tá Olhando, da Netflix, onde no ano seguinte, a produção ganhou o Emmy Internacional de Melhor Série de Comédia.
Em 2020, foi contratado pela TV Globo para integrar o elenco da sexta e última temporada do humorístico Zorra, ainda interpretou o preconceituoso Edney no filme Carlinhos e Carlão, lançado no Prime Video. Em 2021, protagonizou um dos episódios da série de comédia 5x Comédia ao lado de Thati Lopes e estreou como apresentador no reality M.E.M.E da Comédia, do canal TNT. Nos cinemas, estrelou cinco filmes: Me Sinto Bem Com Você, Como Hackear Seu Chefe, Missão Cupido, L.O.C.A. e Reação em Cadeia.
Em 2022, interpretou Edinho na série As Seguidoras que acompanha a história de uma digital influencer que por conta de sua obsessão para conseguir seguidores, vai até as últimas consequências, tornando-se uma serial killer. No cinema, estreou no filme Eduardo e Mônica, baseado na canção de mesma nome da banda Legião Urbana, no papel do estudante Inácio, o melhor amigo do protagonista.

## Vida pessoal
É irmão do também ator André Lamoglia. De 2014 a 2022, Victor namorou a também atriz Thati Lopes.

## Filmografia

### Televisão
| Ano     | Título             | Personagem                | Notas                         |
| ------- | ------------------ | ------------------------- | ----------------------------- |
| 2014    | A Grande Família   | Agostinho Carrara (jovem) |                               |
| 2014    | As Canalhas        | Ricardo Gomes             | Episódio: "Gilda, A Poderosa" |
| 2017-19 | Filhos da Pátria   | Nunes da Veiga            |                               |
| 2019    | Bom Sucesso        | Jessé Souza Junior        | Episódio: "6-20 de setembro"  |
| 2019    | Ninguém Tá Olhando | Ulisses Angelus (Uli)     |                               |
| 2020    | Zorra              | Vários personagens        |                               |
| 2021    | 5x Comédia         | Lucas Martins             | Episódio: "Sem Saída"         |
| 2022    | As Seguidoras      | Edson Rodrigues (Edinho)  |                               |
| 2024    | Body By Beth       | Daniel Aguiar             |                               |

### Cinema
| Ano  | Título                         | Personagem                   | Notas |
| ---- | ------------------------------ | ---------------------------- | ----- |
| 2017 | Sharknado 5: Voracidade Global | Bernard                      |       |
| 2018 | Gaby Estrella                  | Julio Assis                  |       |
| 2018 | Ana e Vitória                  | Ricardo Guilherme            |       |
| 2018 | Tudo por um Pop Star           | Davi                         |       |
| 2019 | Socorro, Virei Uma Garota!     | Júlio Miranda                |       |
| 2020 | Carlinhos e Carlão             | Edney Jardim                 |       |
| 2021 | Me Sinto Bem Com Você          | Fernando Santos              |       |
| 2021 | Como Hackear Seu Chefe         | Victor González              |       |
| 2021 | Missão Cupido                  | Rafael Willian               |       |
| 2021 | L.O.C.A.                       | Otávio Macedo                |       |
| 2021 | Reação em Cadeia               | Felipe Melo                  |       |
| 2022 | Eduardo e Mônica               | Inácio Alves                 |       |
| 2022 | Minha Família Perfeita         | Daniel Camargo (Danielzinho) |       |
| 2023 | A Última Festa                 | Caio Soares                  |       |
| 2023 | Tá Escrito                     | Pedro Santiago               |       |
| 2024 | Vidente por Acidente           | Sérgio Mendes                |       |
| 2024 | Caindo na Real                 | Maurício Tavares             |       |
| 2024 | Inexplicável                   | Dr. Neto Aguiar              |       |
| 2025 | Cinco Júlias                   |                              |       |
| –    | Overman: O Filme               | Esquilo                      |       |
| –    | Gambiarra: Uga Uga Show        | Felipe (Lipe)                |       |

## Prêmios e indicações
| Ano  | Prêmio     | Categoria                              | Nomeação           | Resultado |
| ---- | ---------- | -------------------------------------- | ------------------ | --------- |
| 2020 | Prêmio F5  | Melhor Ator de Série/Programa de Humor | Ninguém Tá Olhando | Indicado  |
| 2022 | SEC Awards | Melhor Ator em Série Nacional          | As Seguidoras      | Indicado  |